# Валяновск
Валяновск (укр. Валянівськ) — посёлок, относится к Ровеньковскому городскому совету Луганской области Украины. Под контролем самопровозглашённой Луганской Народной Республики.

## Население
Население по переписи 2001 года составляло 235 человек. Население на 2011 год — 195 человек.

## Общие сведения
Почтовый индекс — 94786. Телефонный код — 6433. Занимает площадь 0,113 км². Население на 2011 год — 195 человек. Код КОАТУУ — 4412346901.

## Местный совет
94786, Луганская область, Ровеньковский городской совет, пгт. Новодарьевка, ул. Школьная, 39